# Rudolf Ladenburg
Rudolf Walter Ladenburg (Kiel, 6 de junho de 1882 — Princeton, 6 de abril de 1952) foi um físico atômico alemão.
Imigrou da Alemanha no início de 1932, trabalhando inicialmente como pesquisador na Universidade de Princeton. Quando os perseguidos por Hitler começaram a abandonar a Alemanha de forma massiva em 1933, Ladenburg foi o principal coordenador para encontrar postos de trabalho para os físicos nos Estados Unidos.

## Vida
Filho do químico Albert Ladenburg, professor ordinário de química na Universidade de Kiel (1874-1899) e na Universidade de Breslau (1899-1909).

## Educação
De 1900 a 1906 Ladenburg estudou na Universidade de Heidelberg, na Universidade de Breslau e na Universidade de Munique, onde obteve o doutorado, orientado por Wilhelm Conrad Röntgen.

## Publicações

### Artigos
- Rudolf Ladenburg and Stanislaw Loria Nature, Anomalous Dispersion of Luminous Hydrogen Volume 79, 7-7 (05 November 1908)
- Rudolf Ladenburg Die quantentheoretische Bedeutung der Zahl der Dispersionelektronen, Z. Phys. Volume 4, Number 4, 451-468 (1921). Received on 8 February 1921. Institutional affiliation: Breslau, Physikal. Institut der Universität. English translation: The quantum-theoretical number of dispersion electrons in B. L. van der Waerden Sources of Quantum Mechanics (Dover, 1968) pp. 139 – 157.
- R. Ladenburg and F. Reiche Dispersionsgesetz und Bohrsche Atomtheorie, Die Naturwissenschaften , Volume 12, Issue 33, pp. 672-673 (1924)
- Hans Kopfermann and Rudolf Ladenburg Elektrooptische Untersuchungen am Natriumdampf. (Anomale elektrische Doppelbrechung; Starkeffekt an der Resonanzstrahlung), Annalen der Physik, Volume 383, Issue 23, pp.659-679 (1925)
- Hans Kopfermann and Rudolf Ladenburg Untersuchungen über die anomale Dispersion angeregter Gase II Teil. Anomale Dispersion in angeregtem Neon Einfluß von Strom und Druck, Bildung und Vernichtung angeregter Atome, Zeitschrift für Physik Volume 48, Numbers 1-2, pp. 26-50 (January, 1928). Received 17 December 1927. Institutional affiliation: Kaiser-Wilhelm Institut für physikalische Chemie und Elektrochemie, Berlin-Dahlem.
- H. Kopfermann and R. Ladenburg Experimental Proof of ‘Negative Dispersion’, Nature Volume 122, 438-439 (22 September 1928)
- R. Ladenburg and S. Levy Untersuchungen über die anomale Dispersion angeregter Gase VI. Teil: Kontrollversuche für den Nachweis der negativen Dispersion: Absorption, anomale Dispersion, Intensitätsverteilung und Intensität verschiedener Neonlinien Zeitschrift für Physik Volume 65, Numbers 3-4. pp. 189-206 (March, 1930). Received 12 August 1930. Institutional affiliation: Kaiser-Wilhelm Institut für physikalische Chemie und Elektrochemie, Berlin-Dahlem.
- Rudolf Ladenburg Dispersion in Electrically Excited Gases Rev. Mod. Phys.  Volume 5, 243 - 256 (1933). The author was cited as being at Princeton University.
- Rudolf W. Ladenburg Light absorption and distribution of atmospheric ozone, Journal of the Optical Society of America, Volume 25, Issue 9, p.259 (1935)
- Max Born, R. Fürth, and Rudolf Ladenburg Long Duration of the Balmer Spectrum in Hydrogen, Nature Volume 157, pp. 159-159 (09 February 1946). Institutional affiliations: Born and Fürth were identified as being in the Department of Mathematical Physics, The University, Edinburgh, and Ladenburg was identified as being in the Palmer Physical Laboratory, Princeton University, Princeton, New Jersey.

### Livros
- Planck's elementares Wirkungsquantum und die Methoden zu seiner Messung (Hirzel, 1921)